# Кръв
Кръвта е особен вид съединителна тъкан, изградена от формени елементи и течна плазма, циркулираща в собствена система, наречена кръвоносна. Формените елементи са различни типове клетки (еритроцити, левкоцити) и клетъчни останки (тромбоцити). Плазмата, която може да се нарече и извънклетъчен матрикс, представлява средата в която се осигурява циркулацията на формените елементи и разтворените в кръвта химични съединения.
Основната функция на кръвта е да доставя определени вещества (напр. кислород, глюкоза) до другите тъкани, както и да пренася отпадни метаболитни продукти (напр. въглероден диоксид, амониеви съединения) до местата за тяхното изхвърляне от организма. Заедно с тъканната течност и лимфата образуват течната среда на организма, наречена хомеостаза. С изключение на далака и костния мозък, контактът на кръвта с клетките и тъканите на тялото се осъществява посредством тъканната течност.
Общото количество на кръвта в тялото варира от 5 до 8% от теглото. В организма количеството на циркулиращата кръв е малко над половината от общото количество кръв. Тази разлика се нарича резервна кръв и се съхранява в т.нар. органи резервоари – далак, черен дроб, кожа.

## Свойства, състав и значение на кръвта
Кръвта е непрозрачна червена течност с особен мирис, слабо солен вкус и алкална реакция. Плътността ѝ се колебае от 1050 до 1060 kg/m3, което говори, че е малко по-тежка от водата. Кръвта се състои от течна част, наречена кръвна плазма и клетъчни (формени) елементи.
| плазма           |                             |                                           |                                           |                                           |                     |
| серум            | протеини                    | серумен албумин                           | серумен албумин                           | серумен албумин                           |                     |
| серум            | протеини                    | глобулини                                 | α-глобулини                               | α-глобулини                               |                     |
| серум            | протеини                    | глобулини                                 | β-глобулини                               |                                           |                     |
| серум            | протеини                    | глобулини                                 | γ-глобулини                               | Ig A                                      |                     |
| серум            | протеини                    | глобулини                                 | γ-глобулини                               | Ig B                                      |                     |
| серум            | протеини                    | глобулини                                 | γ-глобулини                               | Ig D                                      |                     |
| серум            | протеини                    | глобулини                                 | γ-глобулини                               | Ig E                                      |                     |
| серум            | протеини                    | глобулини                                 | γ-глобулини                               | Ig M                                      |                     |
| серум            | протеини                    | трансферини                               | трансферини                               | хемоглобин, CEPT, PLTP                    |                     |
| серум            | липиди                      |                                           |                                           |                                           |                     |
| серум            | фосфолипиди                 |                                           |                                           |                                           |                     |
| серум            | триглицериди                |                                           |                                           |                                           |                     |
| серум            | холестерол (HDL, LDL, VLDL) |                                           |                                           |                                           |                     |
| серум            | глюкоза                     |                                           |                                           |                                           |                     |
| серум            | хормони                     |                                           |                                           |                                           |                     |
| серум            | електролити                 | Na+, K+, Ca2+, Cl-, Fe2+, креатинин, урея | Na+, K+, Ca2+, Cl-, Fe2+, креатинин, урея | Na+, K+, Ca2+, Cl-, Fe2+, креатинин, урея |                     |
| серум            | вода                        |                                           |                                           |                                           |                     |
| фибриноген       |                             |                                           |                                           |                                           |                     |
| формени елементи | еритроцити                  | еритроцити                                | еритроцити                                | еритроцити                                | еритроцити          |
| формени елементи | левкоцити                   | гранулоцити                               | еозинофили                                | еозинофили                                | еозинофили          |
| формени елементи | левкоцити                   | гранулоцити                               | неутрофили                                | миелоцити                                 | миелоцити           |
| формени елементи | левкоцити                   | гранулоцити                               | неутрофили                                | метамиелоцити                             |                     |
| формени елементи | левкоцити                   | гранулоцити                               | неутрофили                                | пръчкоядрени                              |                     |
| формени елементи | левкоцити                   | гранулоцити                               | неутрофили                                | сегментоядрени                            |                     |
| формени елементи | левкоцити                   | гранулоцити                               | базофили                                  |                                           |                     |
| формени елементи | левкоцити                   | агранулоцити                              | лимфоцити                                 | В-лимфоцити                               | В-лимфоцити         |
| формени елементи | левкоцити                   | агранулоцити                              | лимфоцити                                 | Т-лимфоцити                               | Т-килъри            |
| формени елементи | левкоцити                   | агранулоцити                              | лимфоцити                                 | Т-лимфоцити                               | Т-супресори         |
| формени елементи | левкоцити                   | агранулоцити                              | лимфоцити                                 | Т-лимфоцити                               | T-хелпъри NK-клетки |
| формени елементи | левкоцити                   | агранулоцити                              | моноцити                                  |                                           |                     |
| формени елементи | тромбоцити                  |                                           |                                           |                                           |                     |

### Функция
- Транспортна. Чрез кръвта се транспортират до клетките и тъканите на тялото необходимите за обмяната на веществата хранителни вещества, кислород и крайните продукти от разпада като креатин, креатинин, пикочна киселина, въглероден диоксид и други, които с отделителните органи се извеждат извън организма. Кислородът се транспортира от белия дроб до тъканите свързан с хемоглобина, а въглеродният диоксид от тъканите към белия дроб свързан със солите на кръвната плазма и червените кръвни клетки, част от него е и физически разтворена в кръвната плазма.
- Хуморална. Чрез кръвта се транспортират и редица биологично активни вещества. Такива са хормони, медиатори, ензими, електролити. Те се транспортират от органите, където се натрупват или образуват към други, наречени „органи-мишени“.
- Терморегулаторна. Водната фаза на кръвта има висока топлоемкост. Благодарение на нея тя акумулира значителни количества топлина. При излишък на топлина тя играе роля за равномерното ̀и разпределение в тялото и за отделянето и навън чрез периферните кръвоносни съдове.
- Защитна. Изразява се в способността да обезврежда чужди тела, патогенни микроорганизми и техните токсини. Кръвната плазма притежава бактерицидни и бактериостатични свойства, а белите кръвни клетки притежават фагоцитна активност и антитялообразуващи свойства. Кръвта притежава свойството да се съсирва като предпазва организма от кръвозагуба при нарушаване целостта на кръвоносните съдове.

### Състав и свойства на кръвната плазма
Около 55% от количеството на кръвта представлява кръвната плазма. Това е жълтеникава течност съдържаща 90 – 92% вода, а остатъкът са органични и неорганични вещества. Към органичните вещества спадат плазмените белтъци. Това са преалбумини и албумини, α1, α2, β, γ-глобулини и фибриноген. В състава на плазмата влизат и минерални соли като хлориди, бикарбонати, фосфати. Захарите са представени основно от глюкоза, фруктоза, гликоген, естери на монозахаридите. От органичните съставки още са включени мазнини, ензими, хормони, витамини, отпадни продукти.
Белтъците на кръвната плазма се синтезират основно в черния дроб и подлежат на бърз разпад и обновление. При това те са особено важен резерв на храна за организма. От тях основно албуминовите фракции поддържат колоидно-осмотичното налягане. Други фракции се свързват с половите и тиреоидните хормони и ги пренасят до предназначените за целта органи. Транскортина, трансферина и целулоплазмина се свързват съответно с кортизола, желязото и медта и отново ги транспортират в организма. Имунните реакции на организма са резултат на активното участие на плазмените белтъци – основно от имуноглобулините. Фибриногенът участва в съсирването на кръвта, а други белтъци предотвратяват спонтанното започване на кръвосъсирването.
Съвкупността от всички алкални и кисели резерви на кръвта, с които разполага организма за неутрализиране на появилите се или внесени отвън кисели или алкални продукти, образуват буферните системи на кръвта. Заедно с формените елементи, плазмата представлява ненютонов флуид, чието поведение е повлияно от устройството на кръвоносната система.

#### Цвят на кръвта
Цветът на кръвта се дължи на пигменти в нея. Основният от тях е червеният, който се дължи на пигмента хемоглобин. По-рядко при по-нисшите класове животни има и други пигменти, които придават син или бял цвят. Билирубинът придава жълтеникав до зелен цвят в зависимост от количеството му в кръвта. Наличието му в големи количества в кръвта е свързано по-скоро с патологични процеси в организма.

##### Хемоглобин
Хемоглобинът е основният фактор, определящ цвета на кръвта на гръбначните животни. Всяка молекула има четири хем групи свързани с белтъка глобин. Взаимодействието му с други вещества променя яркостта на червения цвят. Така например артериална кръв е ярко червена като това се дължи на високото количество на кислорода в нея. Богатата на въглероден диоксид кръв е тъмна, нарича се венозна и видимо се отличава от артериалната. При отравяне на организма с въглероден оксид кръвта става много ярко червена поради образуване на карбоксихемоглобин в нея. При цианидно отравяне организмът не може да използва кислорода, кръвта се насища с въглероден диоксид и става тъмно червена. При няколко заболявания кожата придобива синкав цвят, който се дължи на натрупване на пигмент в кръвта. Такива са състоянията при метхемоглобинемия и сулфхемоглобинемия при които се появява синкав оттенък (цианоза).
Влечугите от род Prasinohaema имат зелена кръв. Това се дължи на натрупване на отпадъчния продукт при разграждането на хемоглобина биливердин.

##### Хемоцианин
Кръвта на повечето мекотели като главоноги и коремоноги, както и някои представители на семейство Limulidae притежава протеин свързан с елемента мед, наречен хемоцианин. Концентрацията му в организма е около 50 g/l. Хемоцианинът е безцветен при липса на кислород и тъмносин, когато е окислен. Когато кръвта се намира в обращение в организма е сиво-бяла до бледожълта. Това се дължи на студена среда с ниско напрежение кислород, в която безгръбначните живеят. Става тъмносиня в случаите, когато са изложени на въздух богат на кислород или в случаите когато кървят.

##### Хемованабин
Кръвта на някои видове от клас Ascidiacea и подтип Tunicata, известни като морски гъби и морски краставици, съдържа протеини, наречени ванабини. Тези протеини включват в себе си и микроелемента ванадий. Концентрацията му в тялото на тези същества надвишава 100 пъти тази на морска вода, в която живеят. Не е ясно дали тези ванабини всъщност участват в преноса на кислород. При въздействие на кислород обаче те придобиват тъмножълт цвят.

### Формени елементи
Клетъчните елементи в кръвта, представляват около 45% от обема на тъканта. Разграничават се няколко основни типа клетъчни структури:

#### Еритроцити
Еритроцитите (червени кръвни телца) са най-много на брой и заемат най-голям обем от формените елементи на кръвта – около 96%. При бозайниците в еритроцитите липсва ядро и някои важни клетъчни органели, поради което се възприемат по-скоро като клетъчни остатъци, отколкото като функционални клетки. При птиците имат ядро и са елипсовидни. Еритроцитите на бозайниците представляват двойно вдлъбнати дискчета като по този начин формата увеличава около 20% функционалната повърхност на клетката. Това благоприятства дифузията и обмяната на газовете. Клетъчната мембрана е фина белтъчно-липоидна обвивка с висока избираема проницателност. Съдържат голямо количество хемоглобин – до 90% от сухото вещество. На него те дължат червения си цвят, а от там и червения цвят на кръвта като цяло. Еритроцитите съдържат и редица други вещества като белтъци, липиди, глюкоза, минерални соли, ензими.

#### Левкоцити
Левкоцитите (бели кръвни телца) са около 3% от клетъчната маса на кръвта, основно компоненти на имунната система, натоварени със защитата на организма срещу патогени. В зависимост от някои морфологични особености, функционални отнасяния и мястото на образуване белите кръвни клетки се разделят на няколко типа – гранулоцити (неутрофилни, базофилни и еозинофилни) и агранулоцити (лимфоцити и моноцити). Гранулоцитите и моноцитите се образуват и деференцират в костния мозък. Лимфоцитите се образуват от периферни стволови клетки на костния мозък, а след това се диференцират в един от лимфоидните органи – лимфни възли, далак, тимус. Броят на белите кръвни телца варира в широки граници и се колебае от денонощието и функционалното състояние на организма. Повишаване на количеството им се наблюдава при хранене и храносмилане, мускулна работа, бременност, инфекциозни заболявания, възпалителни процеси и други.
Белите кръвни клетки защитават организма от микроорганизми и други чужди тела попаднали в кръвта и повредени телесни части. Тя се осъществява благодарение на способността на левкоцитите да поглъщат, пренасят и разпадат попадналите в тялото чужди частици. Тези клетки се наричат фагоцити, а явлението фагоцитоза. Различните форми на белите кръвни клетки участват твърде специфично в защитните реакции на организма:
- Неутрофилни левкоцити. Това са едни от най-важните елементи на неспецифичната клетъчна защита на организма. Те фагоцитират основно бактерии и разпадни продукти на възпалителния процес. Разграждането им се извършва от лизозомни ензими – протеази, пептидази, оксидази, дезоксирибонуклеази, липази.
- Еозинофилни левкоцити. Обезвреждат основно токсини с белтъчна структура. Разграждат хистамина, с което намаляват локалните възпалителни реакции. Броят им се увеличава при алергични и паразитни заболявания.
- Базофилни левкоцити. Съдържат хепарин и хистамин. Благодарение на тях участват в локални защитни реакции. Нямат фагоцитна способност.
- Моноцити. Подобно на неутрофилите фагоцитират бактерии и други чужди за организма елементи. Участват в имунната защита на организма като произвеждат някои съставки на комплемента и фактор, активиращ В-лимфоцитите.
- Лимфоцити. Лимфоцитите непрекъснато циркулират между лимфните органи, лимфата и периферната кръв. Те не фагоцитират, а способстват за образуването на имуноглобулини. С това те пряко участват в специфичната защита на организма. Лимфоцитите не са хомогенна клетъчна популация. Биват два основни типа В – и Т-лимфоцити. Първите образуват специфични антитела и участват в хуморалната защита на организма. Т-лимфоцитите участват в клетъчния имунен отговор.

#### Тромбоцити
Тромбоцитите (кръвни плочици) представляват около 1% от формените елементи. Те са и най-малките формени елементи на кръвта. Представляват клетъчни фрагменти от мегакариоцит, затова не се означават като същински клетки. Образуват се в костния мозък, чрез отцепване на цитоплазма от мегакариоцитите. Циркулират в кръвта 5 до 10 дни след което се разграждат в черния дроб, белия дроб и далака. При допир с наранена повърхност се разрушават бързо. При разрушаването им се отделя ензима тромбокиназа, който играе съществена роля в кръвосъсирването. Тромбоцитите фагоцитират неголеми чужди тела, вируси и имунни комплекси. Благодарение на това участват в неспецифичната защита на организма.

## Кръвосъсирване
Съсирването на кръвта е сложен ензимен процес със защитен характер, който предпазва организма от кръвозагуба. Изразява се в биохимичната реакция на превръщането на фибриногена във фибрин. Фибриногенът е белтък, разтворен в кръвната плазма. Той под действието на ензима тромбин се превръща във фибрин. Фибринът е неразтворим във вода белтък и се отделя във вид на фина мрежа от влакна, която вплита формените елементи на кръвта и образува кръвен съсирек. Тромбинът също се намира разтворен в кръвната плазма в неактивна форма наречена тромбиноген. При настъпване на кръвоизлив тромбоцитите се разпадат от грапавата повърхност на наранената повърхност и отделят ензима тромбокиназа. Тя активира протромбина в тромбин благодарение на калциеви соли от плазмата. Тромбинът от своя страна преобразува фибриногена във фибрин.
Образуването на кръвен съсирек не е краен етап на съсирването на кръвта. След известно време започва съкращаване на нишките на фибрина. По този начин се намалява обема на съсирека. Процесът се нарича ретракция и завършва за около 2  – 3 часа. Спомага се от белтъка тромбостенин и наподобява на съкращаването на мускулните белтъци. Известно време след ретракцията се отделя прозрачна сламеножълта течност наречена кръвен серум. Той съдържа всички части на кръвната плазма без фибриноген. Следва постепенно асептично ензимно разтваряне на кръвния съсирек наречено фибринолиза.
Отрицателните температури оказват отрицателно влияние на кръвосъсирването. Подобен ефект имат и някои химични вещества прибавени към кръвта. Такива например са натриевия оксалат и натриевия цитрат. Те се свързват с калциевите йони и възпрепятстват превръщането на тромбогена в тромбин. Високата температура и прибавянето на калий ускоряват съсирването на кръвта.

## Кръвни групи
Наличието на определени аглутиногени в кръвта определя кръвногруповата принадлежност на индивида. Аглутиногените представляват полизахаридно-аминоксиделинни комплекси, които представляват антигени разположени по повърхността на клетъчната мембрана на всички формени елементи в кръвта. При тромбоцитите се откриват и в клетъчната протоплазма. Срещу някои от аглутиногените в кръвната плазма се откриват и специфични антитела. Те се наричат аглутинини и се образуват в плазматичните клетки на далака и лимфните възли. Освен в кръвната плазма аглутинини се откриват и в други телесни течности като слюнка, сълзи, мляко и други. Нормално в един организъм не се съдържат едновременно аглутиногени и специфични за тях аглутинини. Производството на антитела срещу антигени на собствения организъм (автоантитела) се наблюдава само при патологични състояния. Обикновено срещата на едноименни еритроцитни антигени и плазмени антитела става при погрешно кръвопреливане на несъвместима за реципиента кръв. При настъпилата реакция се наблюдава аглутинация (слепване) на еритроцитите на донора, хемолиза на прелятата кръв и запушване на малките кръвоносни съдове. Кръвните групи имат важно значение не само за кръвопреливането, но и за определяне на произхода на индивида.
Изследвания на Лайщайнер и Винер (1940) показват, че смесването на човешка кръв с кръвен серум на заек, предварително имунизиран с еритроцити на маймуна от вида Макак резус (Macaca mulatta) е съпроводено с аглутинация на човешките еритроцити. Изводът, който е получен е, че еритроцитите на някои хора (около 85%) съдържат антигени, които наподобяват антигените в маймунските еритроцити. От тях идва и наименованието им – Rh-антигени. Кръвногруповата и Rh системата при човека са напълно независими и се различават съществено една от друга. При първата кръвта съдържа специфичните за нея аглутинини, непосредствено след раждането, докато вторите се появяват едва след сенсибилизация на организма.

## Биогенеза и разграждане
Клетките на кръвта се продуцират в костния мозък, посредством процес означаван като хематопоеза. Някои от основните белтъци се произвеждат от черния дроб, други са специфични секреторни продукти на жлезите с вътрешна секреция и някои тъкани. Водното съдържание се регулира от постъпването на вода през храносмилателната система и изхвърлянето и през отделителната.
Кръвните клетки се разграждат в далака или от купферовите клетки на черния дроб. Черният дроб може да поглъща и преработва различни белтъци и аминокиселини, въпреки че основния път на отделянето на белтъците от кръвта е през бъбреците към урината.

## Ембрионално развитие на кръвотворната система
В началото на ембрионалното развитие в стената на пъпния мехур се появяват първи признаци на кръвообразуване. На места в мезенхима клетъчните елементи се уплътняват. В централната част на уплътнението част от мезенхимните клетки загубват израстъците си и се заоблят като се превръщат в първични кръвни клетки. Периферно разположените мезенхимни клетки приемат удължена форма и се превръщат в ендотел. По този начин се обособяват кръвотворни участъци, наречени кръвни островчета. Първичните кръвни клетки се диференцират в две направления. Едни се превръщат в първични еритробласти, които съдържат малко количество хемоглобин. По-късно те натрупват повече хемоглобин и се превръщат в първични еритроцити. Другото направление е по-ниско диференцирано. Това са стволови клетки, които се делят усилено, възпроизвеждат се и дават еритробласти. Те запазват способността си за активно делене и се превръщат в родоначалници на всички кръвни елементи.
На по-късен етап от ембрионалното развитие в хемопоезата се включват и черния, белия дроб, далака и мезентериума. В тях се разполагат различни по големина кръвни островчета, които продължават да компенсират липсата на развита хемопоетична система – основно развит костен мозък. От ендотелните клетки на кръвните островчета се поставя началото на развитието на съдовата система на заместващите кръвотворната дейност телесни органи.
Кръвотворните органи в организма започват да се развиват на различни етапи от зародишното развитие. С малки изключения всички те имат мезенхимен произход. Костният мозък започва своето развитие едва след като започне процеса на осификация (вкостяване) на костните заложби. На мястото на разрушаване на хрущяла прорастват мезенхима и кръвоносни съдове. От мезенхима се диференцират ретикуларна тъкан и стволови клетки. Далакът се залага между двата листа на дорзалната стомашна дипла, в която успоредно с нарастване на мезенхима се наблюдава и активно прорастване на кръвоносни съдове. Лимфните съдове и сливиците са филогенетично млади органи и поради тази причина залагането им започва във втората половина на ембрионалното развитие. Подобно на далака се наблюдава активно разрастване на мезенхима на мястото на тяхната заложба и формиране на мрежа от лимфни съдове. Тимусът се залага от ентодермата и подлежащия мезенхим в областта на третата и четвъртата хрилна торбичка. Фабрициевата торбичка при птиците се развива като ентодермално дорзално издуване на първичното черво. Постепенно и при двата органа се наблюдава специализация на клетките.

## Кръвни изследвания и тестове
Кръвта е универсален транспортен механизъм на химически субстанции и клетки, натоварени с определена функция, затова се използва като надежден критерий за оценка на състоянието на организма, посредством редица медицински изследвания. Най-лесните за осъществяване са измерване на кръвното налягане, съставяне на кръвна картина, измерване на хематокрит и седиментационни и коагулационни тестове (вж. кръвни изследвания). Относително по-комплексни са изследванията, включващи молекулярно-биологичните методи, но те се налагат единствено при специфични случаи и не са прилагат ежедневно в диагностичната практика.
Относително обширен списък на клетъчните компоненти и химическите вещества в кръвта в норма.

## Особености при различни таксономични групи

### Безгръбначни
При безгръбначните животни кръвта е със значително опростен състав, но се отличава с доста голямо разнообразие на системите за доставка на кислород. Възможно е да не съществува пигмент или белтък натоварен с преноса на кислород, но по-честия вариант е съдържание на хемоцианин, хемеритрин, хлорокруорин и дори хемоглобин. Кислородпренасящите пигменти или белтъци са най-често разтворени свободно в плазмата, за разлика от гръбначните животни. Клетъчните елементи са много по-малко и предимно подобни на левкоцитите – често притежават амебовидни движения подобно на фагоцитите.

#### Ракообразни
При тях кислородпренасящият белтък е хемоцианин, значително различен по принцип на действие от хемоглобина.

#### Насекоми
При насекомите, аналога на кръвта се нарича хемолимфа, тъй като има известни различия. Тя не е натоварена с преноса на кислород, тъй като насекомите приемат кислород директно от въздуха посредством система от разклонени тръбички в цялото тяло, наречени трахеиди. Другата основна функция на кръвта – доставката на хранителни вещества и изнасянето на отпадните продукти, е аналогична и при хемолимфата.

#### Мекотели
Кислородпренасящият белтък е хемоцианин.

### Гръбначни
При гръбначните животни доставката на кислород от кръвта е унифицирана до употребата на белтъка хемоглобин. Съществуват известни различия в първичното и по-висшите нива в структурата на белтъка, но при различните таксономични групи хемоглобинът е с относително постоянно молекулно тегло и сходно устройство на активния център. Изключение са представителите на подразред Urochordata – междинни форми между безгръбначните и гръбначните – при тях кислородпренасящия белтък е ванабин.

#### Риби
Изключение са представителите на семейство Chaenichthyidae – не притежават еритроцити, а кислородът се пренася, като газова суспензия в кръвта. Този механизъм осигурява много ниски концентрации на кислород за тъканите. Ефектът е забавяне на цялостния метаболизъм, което от своя страна дава предимство на семейство Chaenichthyidae в студените води на Антарктика.

#### Земноводни
Кръвните клетки на земноводните са с огромни размери в сравнение с останалите гръбначни животни (с известни изключения при конкретни земноводни и някои риби), но техният брой в единица обем е по-нисък.

#### Влечуги
Между отделните класове влечуги има съществени различия в морфологията на кръвните елементи. Електрофоретични изследвания показват три типа на хемоглобин при костенурките и един тип при змиите.

#### Птици
Съзряването на кръвните елементи при птиците не става в циркулиращата кръв, за разлика от бозайниците, затова кръвните клетки са със завършено развитие.

#### Бозайници
Еритроцитите при бозайниците съзряват в костния мозък (вж. еритропоеза), и се появяват в циркулиращата кръв като безядрени двойносплеснати дискове. Те са загубили част от клетъчните си органели и най-вече ядрото, което лимитира живота им. Съдържат големи количества хемоглобин. Някои видове левкоцити претърпяват съзряване в циркулиращата кръв. При по-низшите класове тромбоцитите са функционални клетки.

## Митология и религия
Значението на кръвта е отразено в множество вярвания и поверия, както и в редица нарицателни изрази и метафори. Така например – родовата връзка, често се нарича кръвна връзка и е натоварена с много по-голямо емоционално, социално и чисто биологично значение, отколкото връзката през брак. Изрази като „кръвта вода не става“, „лоша кръв“, „синя кръв“ и др. са относително често използвани. В някои народи и култури, обичаят на побратимяване с кръв (т.нар. кръвни братя) е важен момент, след който между участниците се създава по-силна обвързаност.
Кръвта символизира принципа на живота. Кръвта и виното са взаимозаменяеми символи. В китайската символика кръвта и водата взаимно се допълват и означават ин-ян.
В християнството кръвта и водата при разпятието съответно означават телесния и духовния живот. В Библията кръвта се използва като метонимия за живота на дадено създание – човек или животно, особено когато животът му е отнет насилствено (като при жертвоприношения на животни). Поръсването с кръвта на старозаветните жертвени животни е предобраз на очистването от нашите грехове чрез смъртта на Исус Христос. Използва се и като символ на оскверняването, до което води грехът.
Стъпване в кръв носи плодовитост. В Близкия изток невестите стъпват в кръв на жертвена овца. Пиенето на кръв обикновено символизира вражда, но също така чрез него се поглъща силата на противника и той става безвреден.